# Liste des modifications phonétiques
Cette page recense les principaux types de modifications phonétiques étudiés en phonétique articulatoire et en phonétique historique (article dans lequel on trouvera les principales lois phonétiques). Certaines des notions ne sont pas réellement des modifications phonétiques mais des processus impliquant de telles modifications.
Cette liste ne reprend pas les termes généraux de la linguistique, qu'on trouvera dans l'article Liste des notions utilisées en linguistique, ni les termes de rhétorique. Certaines entrées sont classées sous une autre entrée. Utilisez la fonction de recherche de votre navigateur pour vérifier leur présence éventuelle.
- Haut – A
- B
- C
- D
- E
- F
- G
- H
- I
- J
- K
- L
- M
- N
- O
- P
- Q
- R
- S
- T
- U
- V
- W
- X
- Y
- Z

## A
abrègement ~ affaiblissement ~ affrication ~ agglutination ~ allongement ~ allongement compensatoire ~ amuïssement ~ anaptyxe ~ aphérèse ~ apitxament ~ apocope ~ apophonie ~ aspiration ~ assibilation ~ assimilation (progressive, régressive, etc.) ~ avancée de la racine de la langue

## B
barytonèse ~ bêtacisme

## C
catathèse ~ centralisation ~ coarticulation ~ coalescence ~ consonification ~ contraction ~ crase ~ cuir

## D
dédoublement des sonantes ~ déglutination ~ dénasalisation ~ désaspiration ~ dévoisement ~ dévoisement final ou durcissement des finales ~ diérèse ~ dilation ~ diphtongaison ~ dissimilation ~ durcissement

## E
échappement (latéral, nasal, etc.) ~ éclipsis ~ élision ~ 
élision inverse ~ enchaînement ~ épenthèse ~ étymologie populaire

## F
fermeture vocalique ~ fricatisation

## G
gémination

## H
haplologie ~ harmonie vocalique ~ hypercorrection ~ hyphérèse ~ hypostase

## I
iotacisme ~ isochronisme

## K
kṣaipra

## L
labialisation (arrondissement vocalique) ~ labio-vélarisation ~ lénition ~ liaison

## M
métanalyse (ou mécoupure) ~ métaphonie ~ métaplasmes ~ métathèse ~ métathèse de quantité ~ monophtongaison ~ mutation consonantique

## N
nasalisation ~ neutralisation 

## O
ouïsme ~ ouverture vocalique

## P
palatalisation ~ pataquès ~ phonème éphelcystique (phonème euphonique, phonème de liaison) ~ paragoge ~ prénasalisation ~ prothèse ~ psilose

## R
recul de la racine de la langue ~ réduction vocalique ~ relâchement articulatoire ~ rendaku ~ renforcement articulatoire ~ rétroflexion (cérébralisation) ~ rhotacisme - roulement alvéolaire voisé

## S
sandhi ~ sandhi tonal ~ simplification ~ spirantisation ~ svarabhakti ~  synalèphe ~ syncope ~ synérèse ~ synizèse

## U
univerbation

## V
vélarisation ~ velours ~ vocalisation (syllabification, saṃprasāraṇa) ~ voisement et dévoisement.

## Y
- Yeísmo
- Yodisation